# Exbury

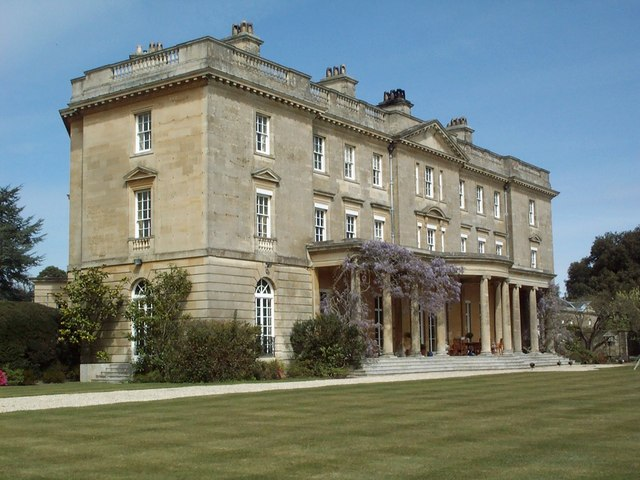
Exbury House.

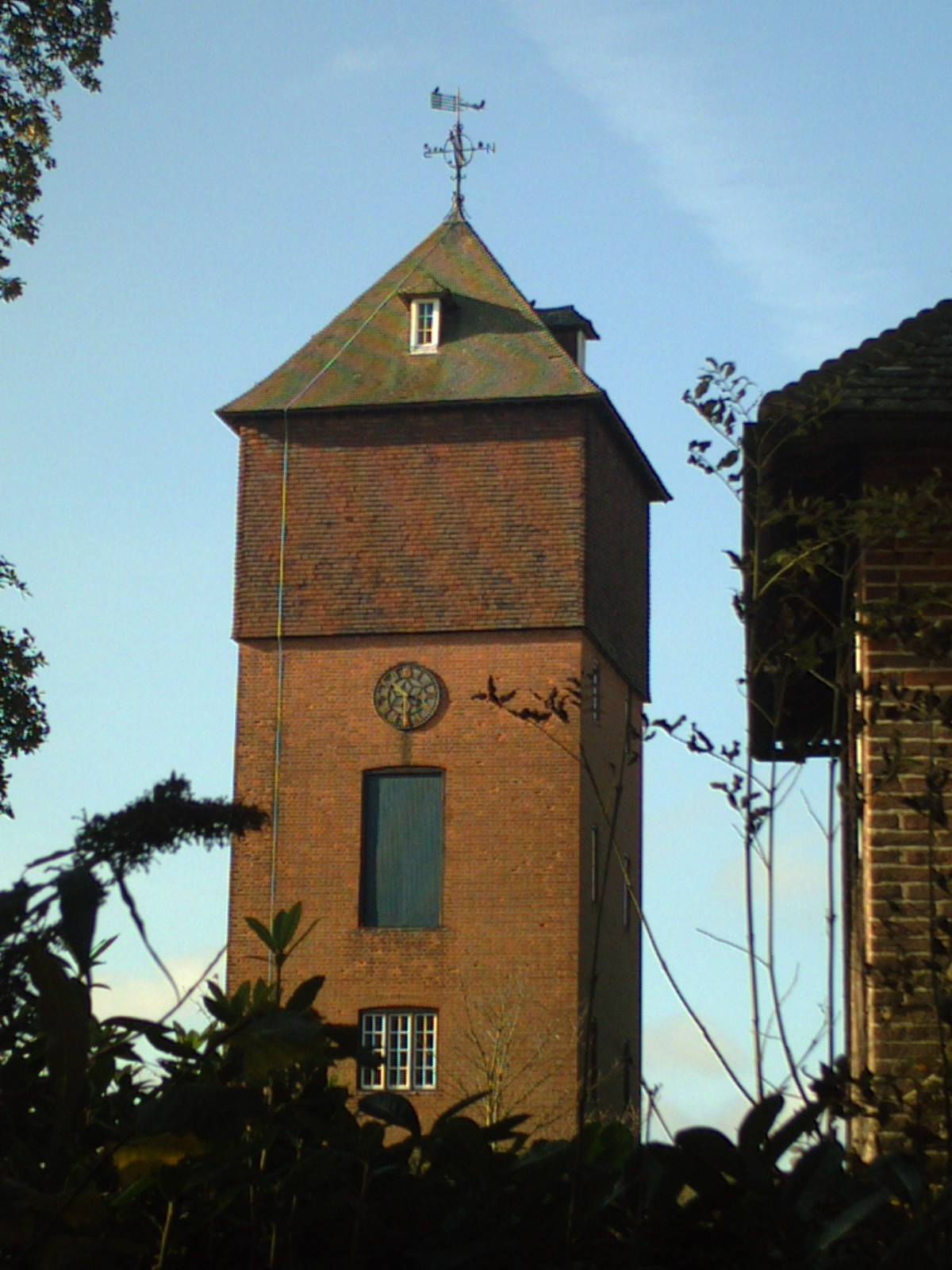
Château d'eau construit pour fournir de l'eau aux jardins.

Exbury est un village du Hampshire, en Angleterre. C'est aussi la paroisse civile d'Exbury et Lepe. Il se trouve juste dans le district de New Forest, près de la Beaulieu river, à environ un mile de la côte de Solent. Il est surtout connu sous le nom d'Exbury House, construit par la famille Rothschild, et les célèbres Exbury Gardens. La famille Rothschild a encore des propriétés foncières importantes dans la région.

## Vue d'ensemble
Le village était, à l'origine, dans le coin sud-ouest de la paroisse, mais a déménagé à l'intérieur du pays au début du XIXe siècle.
Le village actuel a été construit pour loger les travailleurs de l'Exbury Estate et fournit encore des maisons pour quelques-uns, mais est maintenant principalement une résidence privée. Le château d'eau qui a servi à arroser les plantes est un élément emblématique du village. L'église paroissiale a été construite en 1827, en remplacement d'une chapelle antérieure, près de Lower Exbury Farm. Jusqu'en 1863, Exbury était une chapelle dans la paroisse de Fawley.
Le village fait partie de la paroisse civile d'Exbury et Lepe qui, à son tour, fait partie du New Forest dans le comté du Hampshire. Les conseils de paroisse, de district et de comté prennent en charge l'administration locale.

## Histoire
Les gens ont vécu près d'Exbury depuis les temps préhistoriques.
Un fort de promontoire de l'âge du fer britannique est visible sur la rive est de la Beaulieu où il est défendu du côté est par un rivage et un fossé extérieur.
Au XIIIe siècle, la famille Foliot gouvernait Exbury au nom de la couronne.
À la fin du siècle, le domaine fut divisé en deux, mais à la fin du XIVe siècle, les deux parties étaient entre les mains de John de Bettesthorne.
À la mort de John de Bettesthorne, en 1399, son héritage est passé à sa fille Elizabeth et son mari Sir John de Berkeley.
Il est resté entre les mains de lma famille Berkeley pendant la majorité du XVe siècle. À la fin de ce siècle, le manoir était passé à Katherine Berkeley, qui avait épousé John Brewerton, puis il a appartenu aux Comptons de [Compton Wynyates], Warwickshire, qui l'ont gardé les deux siècles suivants.
En 1718, Exbury passe à William Mitford et, au début des années 1800, il est hérité par son petit-fils William Mitford (en), l'historien de Grèce.
William a décidé de construire un nouveau village À Upper Exbury.
Le village d'origine et sa chapelle à Lower Exbury au sud-ouest ont été déplacés et un site a été désigné pour une nouvelle église, construite en 1827.
William Mitford est mort en 1827 et son petit-fils Henry Reveley Mitford a repris le domaine. 
Il l'a vendu, dans les années 1880, au major John Forster. Son fils Henry William Forster, vivant à  Lepe, a hérité d'Exbury.

## Exbury House
En 1919, le banquier Lionel Nathan de Rothschild achète Exbury House, la maison étant presque abandonnée à ce moment-là. 
La maison est remodelée en 1927 et Lionel crée un nouveau jardin, rassemblant des plantes du monde entier. Quand il meurt en 1942, la maison est réquisitionnée par la Royal Navy qui l'utilise pour la planification et l'exécution des raids de Dieppe et des débarquements du jour J. Le domaine d'Exbury a été utilisé pour le tir expérimental, des casernes pouvant accueillir jusqu'à 300 hommes ont été construites dans les terrains voisins. Le fils de Lionel, Edmund Leopold de Rothschild prend la responsabilité du domaine après la guerre, restaurant la maison et les jardins.
Exbury Gardens ouvre au public en 1955. Quand Edmund meurt en 2009, son frère Leopold David de Rothschild prend la succession, créant une fondation de manière à assurer l'avenir financier des jardins.

## Église
La première mention d'une chapelle à Exbury date de 1291, lorsque « maître Nicholas d'Audeby » gère l'église de Fawley avec la chapelle d'Exbury . La chapelle de St. Katherine était à Lower Exbury. Cette chapelle a été desservie par les cisterciens de l'abbaye de Beaulieu, la tradition dit que les moines avaient l'habitude de traverser la rivière de Saint-Léonard sur des « passerelles ». La chapelle a décliné en 1827, lorsque l'église actuelle d'Exbury a été construite.
L'église de Exbury est une structure en pierre avec une tour au nord-ouest. Elle a été consacrée en 1827. Elle contient des fonts baptismaux du XIIIe siècle en pierre de Purbeck (en), issus de l'ancienne église.
À l'est de l'église se trouve la tombe familiale des Mitford.